# Psychocampa pluridiscata
Psychocampa pluridiscata is een vlinder uit de familie van de Mimallonidae. De wetenschappelijke naam van de soort is voor het eerst geldig gepubliceerd in 1916 door Dognin.